# SG Dresden-Friedrichstadt
SG Dresden-Friedrichstadt (celým názvem: Sportgemeinschaft Dresden-Friedrichstadt) byl východoněmecký fotbalový klub, který sídlil v Drážďanech. Organizace sídlila v drážďanské městské části Friedrichstadt.
Fotbalový klub byl založen v roce 1945 jako jedna z nástupnických organizací po Dresdneru SC. Většina hráčů posledního válečného mistra začala hrát právě ve Friedrichstadtu. Kvalita nového mužstva se ukázala velmi rychle. V roce 1949 se stává mistrem Saska a zajistil si tak místenku v Oberlize, nové východoněmecké ligové soutěži. V prvním ročníku se klub stává vicemistrem, ovšem za velmi kontroverzní situace. V posledním zápase s ZSG Horch Zwickau, který rozhodoval o prvním mistrovi Východního Německa, prohráli drážďanští poměrem 1:5 před 60 000 domácí fanoušky. Průběh zápasů ovšem neodpovídal celkovému výsledku, protože rozhodčí po většinu utkání pískal pro hosty ze Zwickau. Tyto kontroverzní rozhodnutí nepřekousli jak hráči tak ani fanoušci Drážďan a po zápase proběhlo několik protestů z jejich strany.
Později kvůli obavám z politických represí emigrovala celá základní jedenáctka drážďanského mužstva do Západního Berlína. Někteří hráči se v západní části Berlína usadili, někteří se usadili v badenském Heidelbergu, kde později založili DSC Heidelberg (DSC = Dresdner SC). O prozřetelnosti drážďanských hráčů také svědčí následující kroky východoněmeckých orgánů. Celý sportovní oddíl byl z nařízení vyšší moci zrušen a celý klub (stadion, majetek atd.) byl převeden pod nově založený policejní klub SG Volkspolizei Dresden (pozdější Dynamo).
Své domácí zápasy odehrával na Heinz-Steyer-Stadionu.

## Historické názvy
Zdroj: 
- 1945 – SG Dresden-Friedrichstadt (Sportgemeinschaft Dresden-Friedrichstadt)
- 1950 – zánik

## Umístění v jednotlivých sezonách
Stručný přehled
Zdroj: 
- 1948–1949: Landesklasse Sachsen
- 1949–1950: DDR-Oberliga

Jednotlivé ročníky
Zdroj: 
Legenda: Z – zápasy, V – výhry, R – remízy, P – porážky, VG – vstřelené góly, OG – obdržené góly, +/- – rozdíl skóre, B – body, zlaté podbarvení – 1. místo, stříbrné podbarvení – 2. místo, bronzové podbarvení – 3. místo, červené podbarvení – sestup, zelené podbarvení – postup, fialové podbarvení – reorganizace, změna skupiny či soutěže
| Sovětská okupační zóna (1948 – 1949) |                      |        |    |    |   |   |    |    |     |    |        |
| Sezóny                               | Liga                 | Úroveň | Z  | V  | R | P | VG | OG | +/- | B  | Pozice |
| 1948/49                              | Landesklasse Sachsen | 1      | …  | …  | … | … | 13 | 7  | +6  | 6  | 1.     |
| Východní Německo (1949 – 1950)       |                      |        |    |    |   |   |    |    |     |    |        |
| Sezóny                               | Liga                 | Úroveň | Z  | V  | R | P | VG | OG | +/- | B  | Pozice |
| 1949/50                              | DDR-Oberliga         | 1      | 28 | 18 | 3 | 5 | 87 | 29 | +58 | 39 | 2.     |

Poznámky
- 1948/49: SG Dresden-Friedrichstadt se jako mistr Saska zúčastnil konečné fáze fotbalového mistrovství sovětské okupační zóny. Zde klub došel až do čtvrtfinále, kde prohrál s ZSG Union Halle poměrem 1:2.